# Jalu
Jalu, także: Amnok (chiń. upr. 鸭绿江; pinyin Yālù Jiāng, wym. jálû tɕjɑ́ŋ; kor. 압록강, Amnok-gang) – rzeka we wschodniej Azji, tworząca zachodnią część granicy pomiędzy Chinami a Koreą Północną. Źródła rzeki znajdują się w Górach Wschodniomandżurskich, a jej ujście na Zatoce Zachodniokoreańskiej na Morzu Żółtym, pomiędzy chińskim miastem Dandong a koreańskim Sinŭiju. Długość rzeki wynosi około 800 km, powierzchnia dorzecza – 31 750 km². Znajduje się na niej kilka elektrowni wodnych.